# Palette natatoire

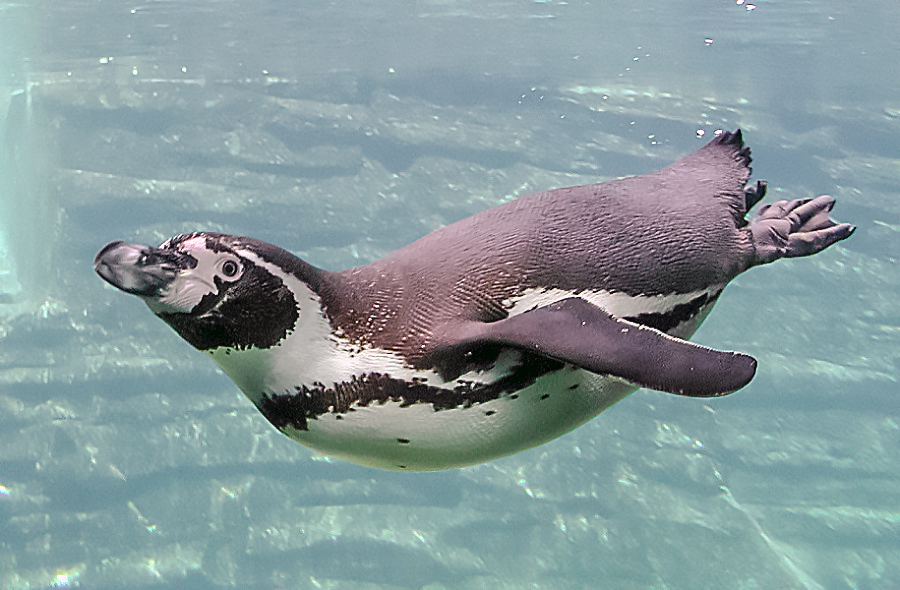
Nage du Manchot de Humboldt. Ce qui est considéré comme une aile vestigiale est en fait une palette natatoire qui assure un véritable « vol battu sous-marin ». La structure de cet aileron demeure typiquement avienne mais tous les os sont très aplatis dans un seul plan.

La palette natatoire est un type de membre osseux, aplati et doté généralement d’une palmure reliant les doigts, présent chez certains vertébrés ayant un mode de vie partiellement ou exclusivement aquatique. Ces palettes natatoires sont dénommées improprement nageoires car elles ont l’organisation osseuse des membres chiridiens des tétrapodes.
Cette partie du corps spécialisée dans la nage est aussi présente chez des invertébrés (dernier article de la cinquième paire de pattes chez les crabes nageurs ; pléopodes du sixième segment abdominal transformés en uropodes (en) élargies en palette natatoire, formant avec le telson un éventail caudal chez l'écrevisse, le homard, la langouste), si bien que certaines espèces mènent une vie à peu près exclusivement pélagique.

## Histoire évolutive
| |  |  |
| La palette natatoire des lamantins (à gauche) résulte d'une convergence évolutive, car les plus proches cousins des siréniens ne sont pas les autres mammifères aquatiques mais les éléphants (patte de droite). |  |  |

Homologie du membre chiridien chez les vertébrés. Chez les cétacés (baleine), les membres antérieurs sont aplatis en palettes natatoires (hyperphalangie de l'autopode, raccourcissement du stylopode et du zeugopode), les postérieurs réduits (disparition de l'autopode — les pieds, puis du zeugopode radius et péroné et enfin celle, partielle, du stylopode — fémur).

Depuis le Trias (entre 250 et 200 millions d'années), certains Reptiles qui étaient sortis des eaux se sont réadaptés à la vie aquatique de leurs ancêtres tétrapodes. Ils ont conservé leurs poumons, et leurs membres se sont transformés en forme de petites rames, les palettes natatoires. On observe chez ces reptiles un raccourcissement de la partie proximale du membre au profit de la partie distale qui présente un allongement des phalanges (hyperphalangie chez les tortues apparues il y a 220 millions d'années), une augmentation du nombre de phalanges dans chaque doigt (polyphalangie chez les mosasaures et plésiosauriens), ou encore une augmentation du nombre de doigts et du nombre de phalanges dans chaque doigt (polydactylie et hyperphalangie chez les ichthyosaures, leurs membres antérieurs restant plus puissants que leurs membres postérieurs). Chez les nothosaures, les membres sont peu transformés et permettent encore une locomotion terrestre.
L'extinction Crétacé-Tertiaire il y a 66 millions d'années provoque un remaniement complet des faunes mondiales, caractérisé notamment par la disparition des dinosaures non-aviens et l'explosion radiative des mammifères placentaires. Quatre lignées de ces mammifères (Cétacés, Siréniens, Pinnipèdes et Lutrinae) qui étaient sorties des eaux retournent alors dans le milieu marin. La conquête de ce milieu s'accomplit grâce à de multiples adaptations, notamment au niveau du système de locomotion. Leurs membres antérieurs se transforment en palettes natatoires tandis que leurs membres postérieurs devenus gouvernails se transforment également en palettes ou peuvent régresser. Ces palettes natatoires, souvent dénommées improprement nageoires, ont l’organisation osseuse des membres chiridiens des tétrapodes : on trouve le squelette d'une main comprenant cinq doigts (pentadactylie) et ressemblant fortement aux membres d'un animal marcheur.
Chez les Ichthyosaures, les Siréniens et les Cétacés, les palettes ont une structure profondément modifiée en lien avec leur mode de vie exclusivement aquatique : la partie postérieure du tronc et de la queue munie d'une nageoire verticale (Ichthyosaures) ou horizontale (Siréniens, Cétacés) assure la propulsion tandis que les membres pairs, en forme de nageoires, participent seulement à la direction et à l'équilibration. Les membres postérieurs ont disparu chez les Siréniens et les Cétacés, mais on trouve les vestiges du bassin qui les soutenait, la ceinture pelvienne.
Les membres osseux ont ainsi évolué en palettes natatoires une bonne dizaine de fois au cours de l'évolution. La caractéristique commune de ces tétrapodes secondairement  aquatiques (en) (reptiles, mammifères et oiseaux) est qu'ils ont conservé leurs membres pentadactyles qui se sont transformés en palette natatoire par l'allongement des phalanges ou des doigts (hyperphalangie et hyperdactylie), ou la multiplication de leur nombre (polyphalangie et polydactylie). Il s'agit d'exemples d'évolution convergente ou d'évolution parallèle.

## Exemples

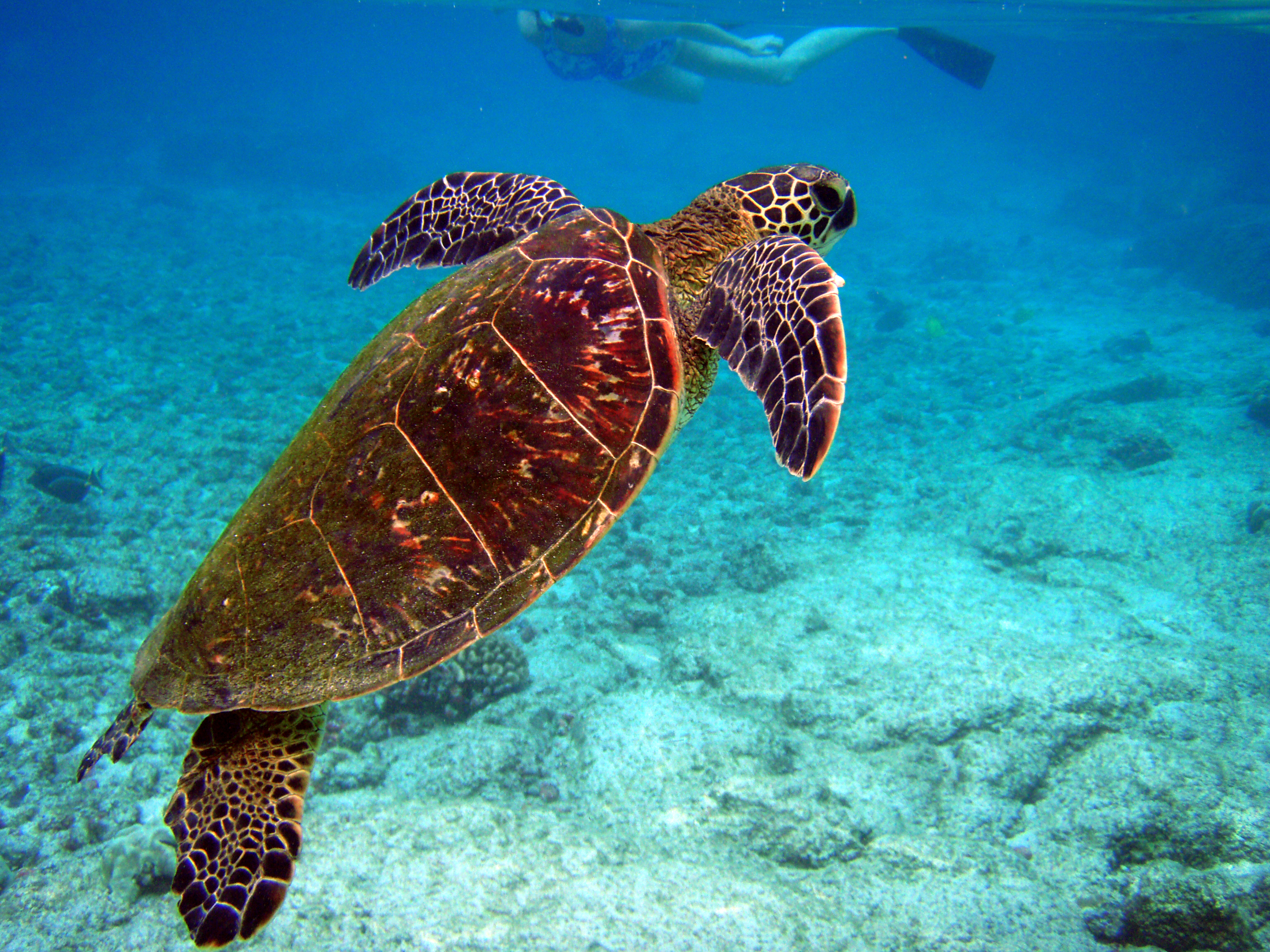
Tortue de mer aux quatre palettes natatoires qui ont une fonction de propulsion importante mais sont moins adaptées au déplacement sur terre, où elles assurent le « nettoyage » de l'aire de ponte
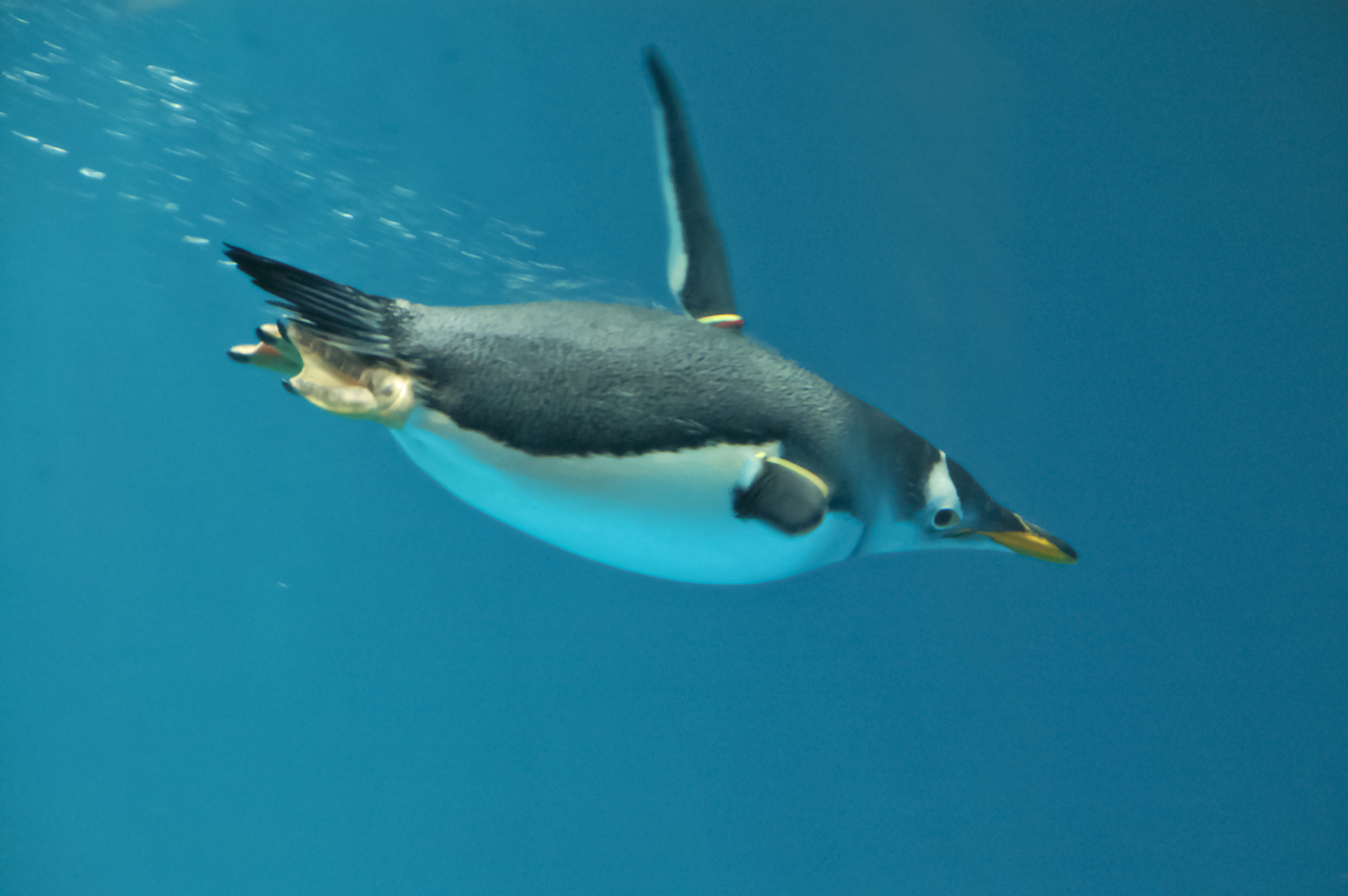
Le Manchot se propulse dans l'eau par des pattes postérieures palmées et des ailes antérieurs transformées en palettes natatoires
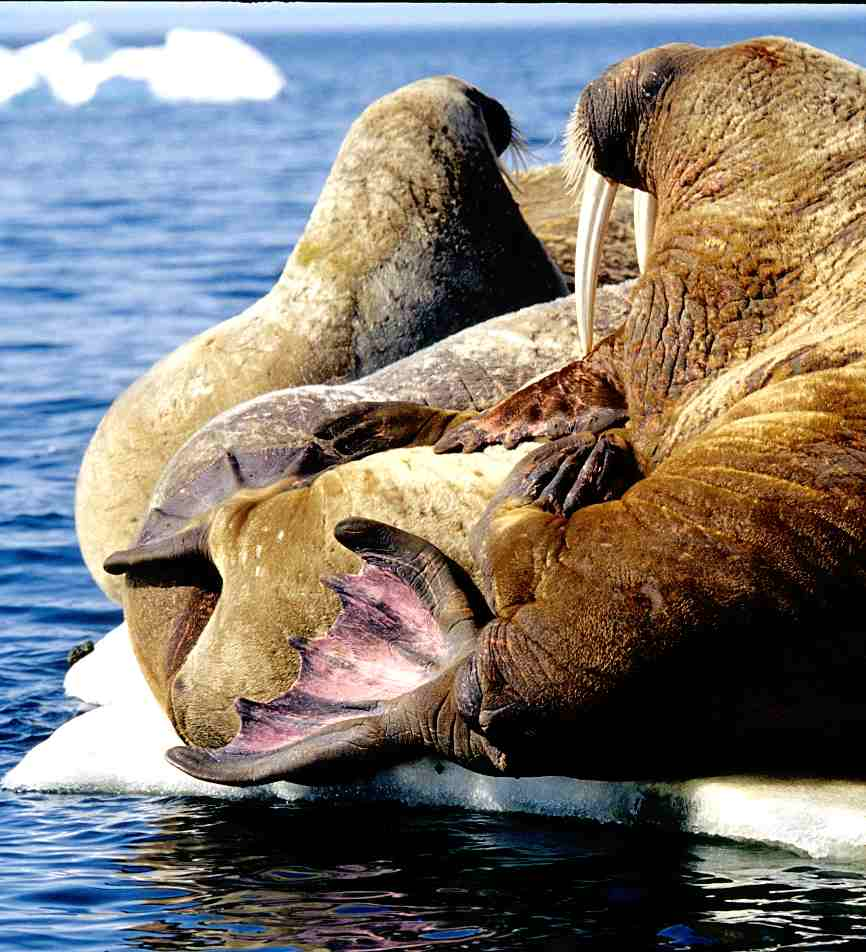
La palette natatoire du morse est dotée de griffes typiques de carnivores, la lignée à laquelle appartiennent tous les pinnipèdes
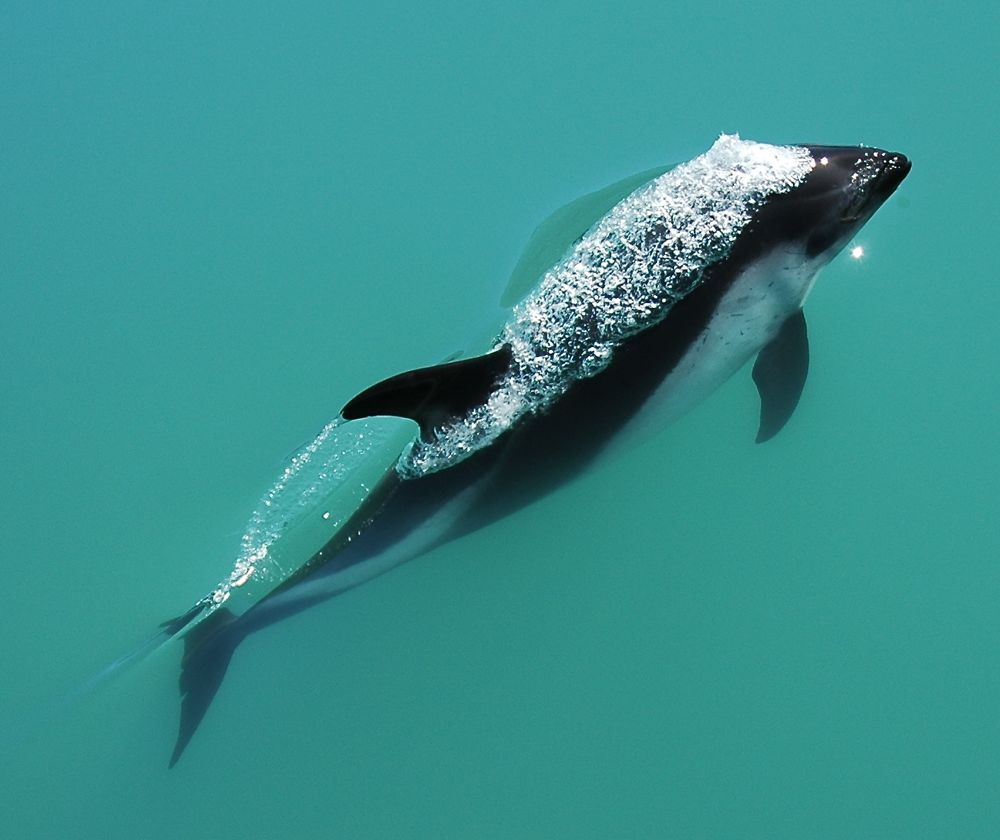
Chez ce dauphin d'Amérique du Sud, les palettes natatoires permettent les changements de direction durant la nage[12], tandis que la nageoire caudale est apparue pour permettre une propulsion par oscillation, la plus efficace[13].
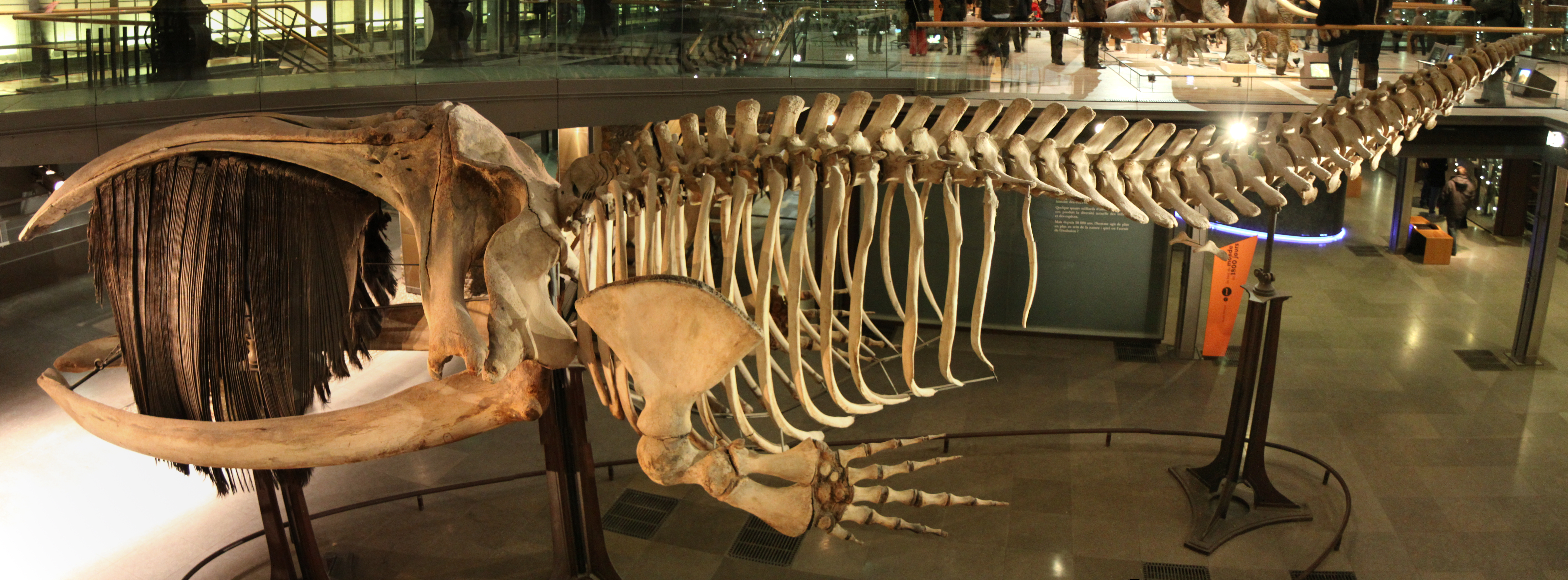
Dans ce squelette de baleine, on reconnaît le plan d'organisation pentadactyle des tétrapodes actuels
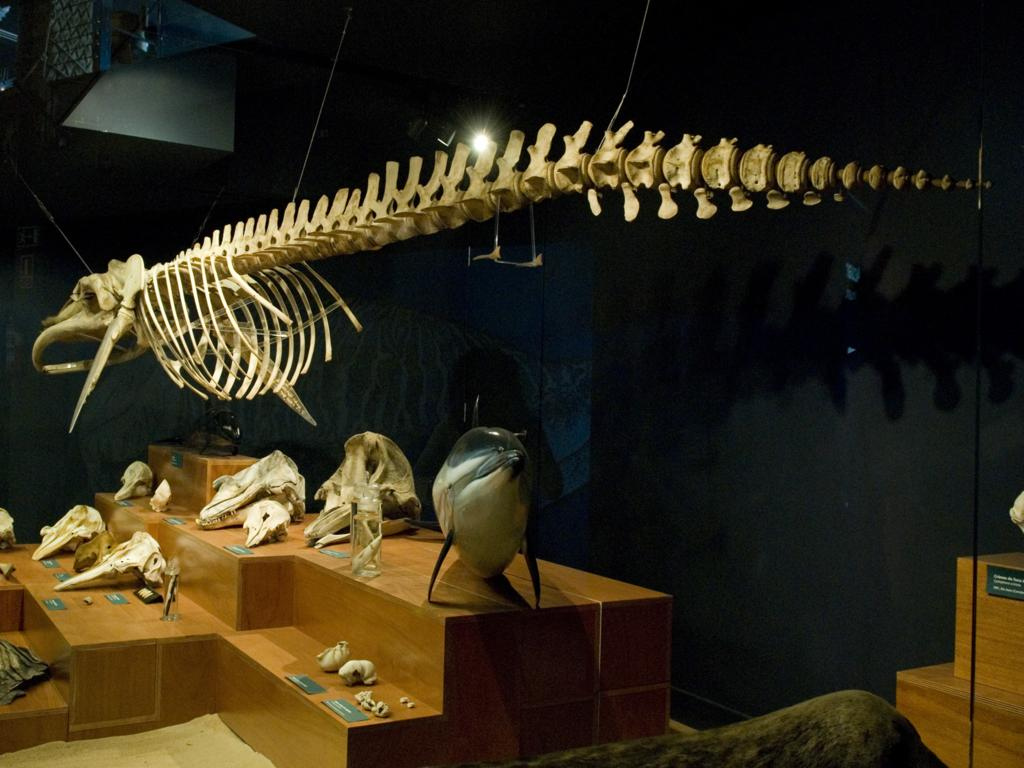
Dans ce squelette de petit rorqual, on reconnaît les palettes natatoires (membres antérieurs) mais aussi les vestiges du bassin et du fémur (membres postérieurs)